# Podgozd, Nova Gorica
Podgozd este o localitate din comuna Nova Gorica, Slovenia, cu o populație de 44 de locuitori.